# Печина
Печина (на испански: Pechina) е населено място и община в Испания. Намира се в провинция Алмерия, в състава на автономната област Андалусия. Общината влиза в състава на района (комарка) Голяма Алмерия. Заема площ от 46 km². Населението му е 3720 души (по данни от 2010 г.). Разстоянието до административния център на провинцията е 11 km.

## Демография
| 1996 | 1998 | 1999 | 2000 | 2001 | 2002 | 2003 | 2004 | 2005 | 2006 |
| ---- | ---- | ---- | ---- | ---- | ---- | ---- | ---- | ---- | ---- |
| 2564 | 2663 | 2689 | 2763 | 2836 | 2910 | 3024 | 3114 | 3307 | 3463 |